# Pharaphodius russatus
Pharaphodius russatus är en skalbaggsart som beskrevs av Wilhelm Ferdinand Erichson 1842. Pharaphodius russatus ingår i släktet Pharaphodius och familjen Aphodiidae. Inga underarter finns listade i Catalogue of Life.